# Aillutticus
Aillutticus es un género de arañas saltarinas de Sudamérica descrito por primera vez por María Elena Galiano en 1987.

## Especies
A fecha de junio de 2019, el género consta de ocho especies, encontradas sólo en Argentina y Brasil:
- Aillutticus knysakae Ruiz & Brescovit, 2006 – Brasil
- Aillutticus montanus Ruiz & Brescovit, 2006 – Brasil
- Aillutticus nitens Galiano, 1987 (tipo) – Argentina, Brasil
- Aillutticus pinquidor Galiano, 1987 – Argentina
- Aillutticus raizeri Ruiz & Brescovit, 2006 – Brasil
- Aillutticus rotundus Galiano, 1987 – Brasil
- Aillutticus soteropolitano Ruiz & Brescovit, 2006 – Brasil
- Aillutticus viripotens Ruiz & Brescovit, 2006 – Brasil